# 사탄쏙독새
사탄쏙독새(학명: Eurostopodus diabolicus)는 인도네시아 술라웨시섬에 서식하는 중형 쏙독새 종이다.